# Cerovlje
Cerovlje (en italien Cerreto) est un village et une municipalité située en Istrie, dans le comitat d'Istrie, en Croatie. Au recensement de 2001, la municipalité comptait 1 745 habitants, dont 77,48 % de Croates et le village seul comptait 229 habitants.

## Histoire
Jusqu'à la réorganisation territoriale en Croatie, elle faisait partie de l'ancienne municipalité de Pazin.

## Localités
En 2006, la municipalité de Cerovlje comptait 15 localités :
| - Belaj - Borut - Cerovlje - Ćusi - Draguć | - Gologorica - Gologorički Dol - Gradinje - Grimalda - Korelići | - Novaki Pazinski - Oslići - Pagubice - Paz - Previž |